# Ilka Gedő
Ilka Gedő (Boedapest, 26 mei 1921 - aldaar, 19 juni 1985) was een Hongaarse schilderes en graficus.
Haar werk overleefde decennia van vervolging en repressie, eerst door het semi-fascistische regime van de jaren 1930 en 1940 en vervolgens, na een korte periode van relatieve vrijheid tussen 1945 en 1949, door het communistische regime van de jaren 1950 tot 1989. In de eerste fase van haar carrière, die in 1949 eindigde, maakte zij een enorm aantal tekeningen die in verschillende series kunnen worden onderverdeeld.
Vanaf 1964 hervatte ze haar artistieke activiteiten met het maken van olieverfschilderijen. "Ilka Gedő is een van de eenzame meesters van de Hongaarse kunst. Zij is noch aan de avant-garde noch aan de traditionele stromingen gebonden. Haar weergaloze creatieve methode maakt het onmogelijk haar te vergelijken met andere kunstenaars."

## Vroeger leven en opleiding
Ilka Gedő (1921-1985) werd geboren uit het huwelijk van Simon Gedő en Elza Weiszkopf op 26 mei 1921. Haar vader was leraar aan het Joods gymnasium, haar moeder werkte als kantoorbediende. Tot de vriendenkring van de familie behoorden enkele van de belangrijkste Hongaarse schrijvers en kunstenaars van die tijd. 
Van eind jaren dertig tot begin jaren veertig kreeg Ilka Gedő les van drie kunstenaars van Joodse afkomst, die aan het eind van de oorlog door de nazi's werden vermoord.
In 1939, haar eindexamenjaar, ging Gedő naar de open school van Tibor Gallé (1896-1944). Gedő's tweede leermeester was Victor Erdei (1879-1944), een schilder en graficus in naturalistisch-impressionistische en art-nouveau-stijl. Gedő's derde leraar was de beeldhouwer István Örkényi Strasser (1911-1944). Van Strasser leerde Gedő de standvastigheid van de beeldhouwkunst en de weergave van massa.
Nadat ze geslaagd was voor haar eindexamen, overwoog Ilka Gedő serieus om haar artistieke studies in Parijs te beginnen, maar de oorlog kwam tussenbeide, en vanwege de Joodse wetten kon ze ook niet naar de Hongaarse Kunstacademie. Zelfs als Gedő naar de Academie had gewild, zou ze waarschijnlijk de weg versperd hebben gevonden. Met de toenemende invloed van de Hongaarse fascisten, de Pijlkruispartij, begon de openlijke ontrechting van de Joden in 1938 met de Eerste Joodse Wetten, gevolgd door de Tweede en Derde in 1939 en 1941.
Tot het begin van de jaren 1940 bezocht Ilka Gedő, samen met andere jonge kunstenaars, ook het atelier van Gyula Pap (1899-1982), die een voormalige leerling was van Johannes Itten en een leraar van Bauhaus.
In 1942 nam Ilka Gedő deel aan de tentoonstelling, georganiseerd door de Groep van Socialistische Kunstenaars en getiteld Vrijheid en het Volk, die plaatsvond in het Centrum van de Metaalarbeidersbond.

## Tekeningen gemaakt in 1944 in het getto van Boedapest
Op 19 maart 1944 vielen acht Duitse divisies Hongarije binnen. De vervolging van de Hongaarse Joden begon in alle hevigheid. In een ongeëvenaard tempo werden bijna alle Hongaarse provinciale Joden gedeporteerd naar concentratiekampen in Polen, waar de meesten van hen werden vermoord. De Hongaarse Joodse gemeenschap verloor 564.500 levens tijdens de oorlog, waarvan 63.000 vóór de Duitse bezetting.

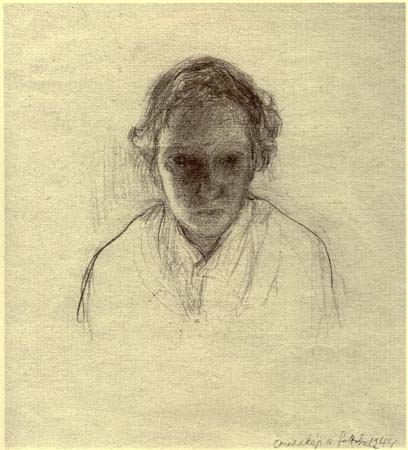
Ilka Gedő Zelfportret uit het getto van Boedapest, 1944, het kunstmuseum van Yad Vashem

In het getto van Boedapest besteedde Ilka Gedő het grootste deel van haar tijd met lezen en tekenen aan het vastleggen van haar omgeving, haar metgezellen, de oude mensen en kinderen. Deze tekeningen zijn documenten van onschatbare waarde, maar het zijn ook allegorieën van de menselijke vernedering en weerloosheid. Op een van haar zelfportrettekeningen geeft zij een frontaal beeld van zichzelf, dat een persoon toont die de controle over haar eigen lot heeft verloren. Dienovereenkomstig heeft ze geen leeftijd, en bijna geen geslacht meer.

## De periode tussen 1945 en 1948

#### Zelfportrettekeningen (1945-1949)

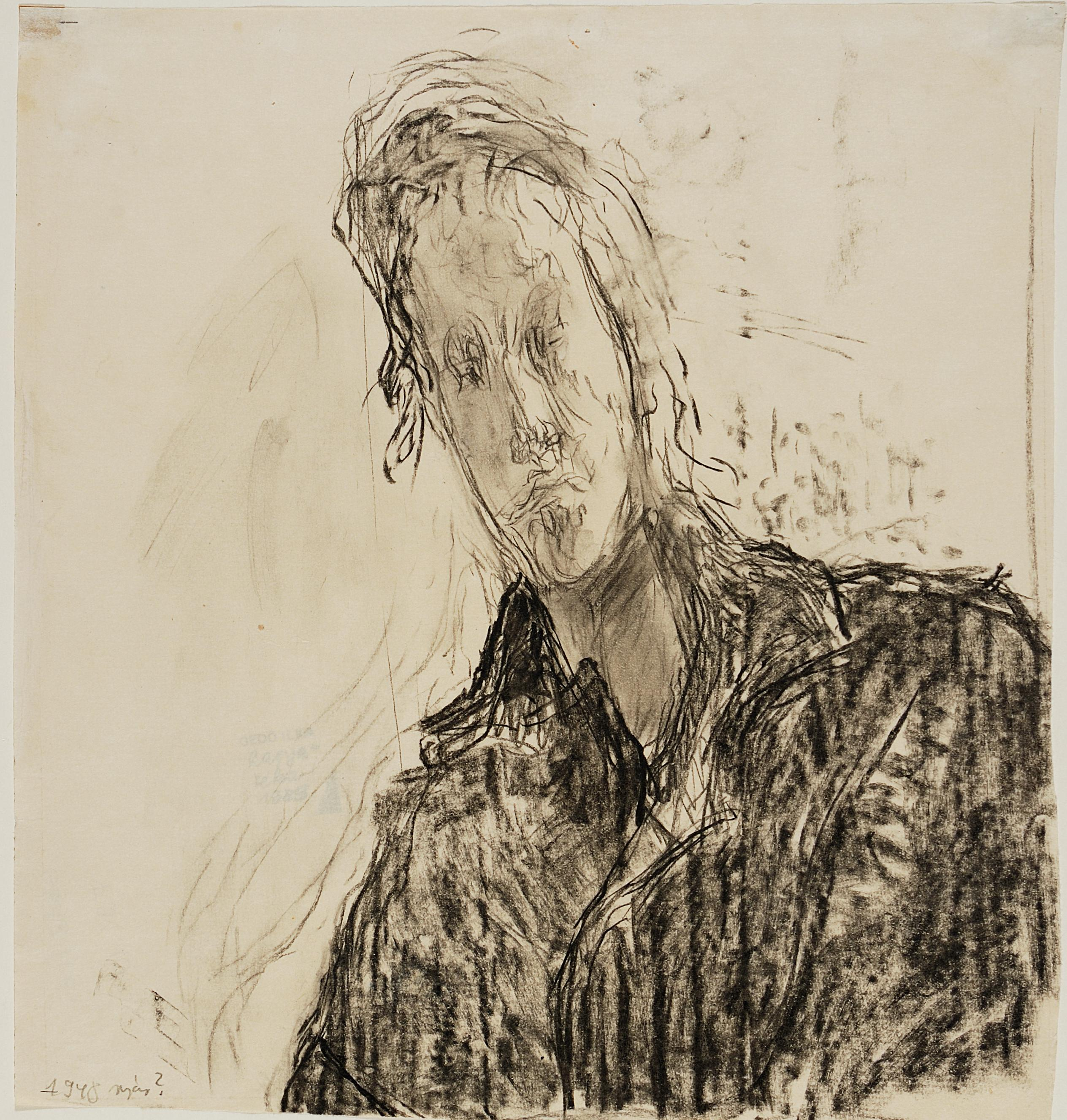
Ilka Gedő Zelfportret, 1948, De Hongaarse Nationale Galerijy

Op oudejaarsavond 1945 ontmoette Ilka Gedő Endre Bíró die scheikunde studeerde aan de Universiteit van Szeged, en na de oorlog ging werken voor een onderzoeksinstituut onder leiding van de Nobelprijswinnende Hongaarse wetenschapper Albert Szent-Györgyi.
Werkend in een strikt figuratief idioom, had de kunstenaar modellen nodig en, naast familie en vrienden, vond Gedő in zichzelf het meest geschikte model.
Ilka Gedő creëerde zelfportretten die door hun pure eerlijkheid en zelfexploratie de aandacht van de toeschouwer opeisen. Deze werken zijn getekend op een manier die tegelijkertijd een eenvoudige fysieke realiteit en emotionele gevoeligheid oproept. Haar pogingen om een getrouwe en nauwkeurige weergave van de werkelijkheid te geven, begonnen echter te twijfelen: de traditionele en beheerste modellering die zo typerend voor haar was, werd geleidelijk vervangen door een expressieve, uitbarstende en gespannen stijl.

#### Tekeningen van de Ganz Fabriek (1947-1948)
Gedő, die voortdurend op zoek was naar nieuwe onderwerpen, vond in de Ganz Machinefabriek, vlak bij haar huis in de Fillérstraat, een rijke en visueel geanimeerde omgeving om te tekenen. Ilka Gedő kreeg toestemming om de Ganz Fabriek te bezoeken op aanbeveling van de Vrije Beroepsunie van Kunstenaars.

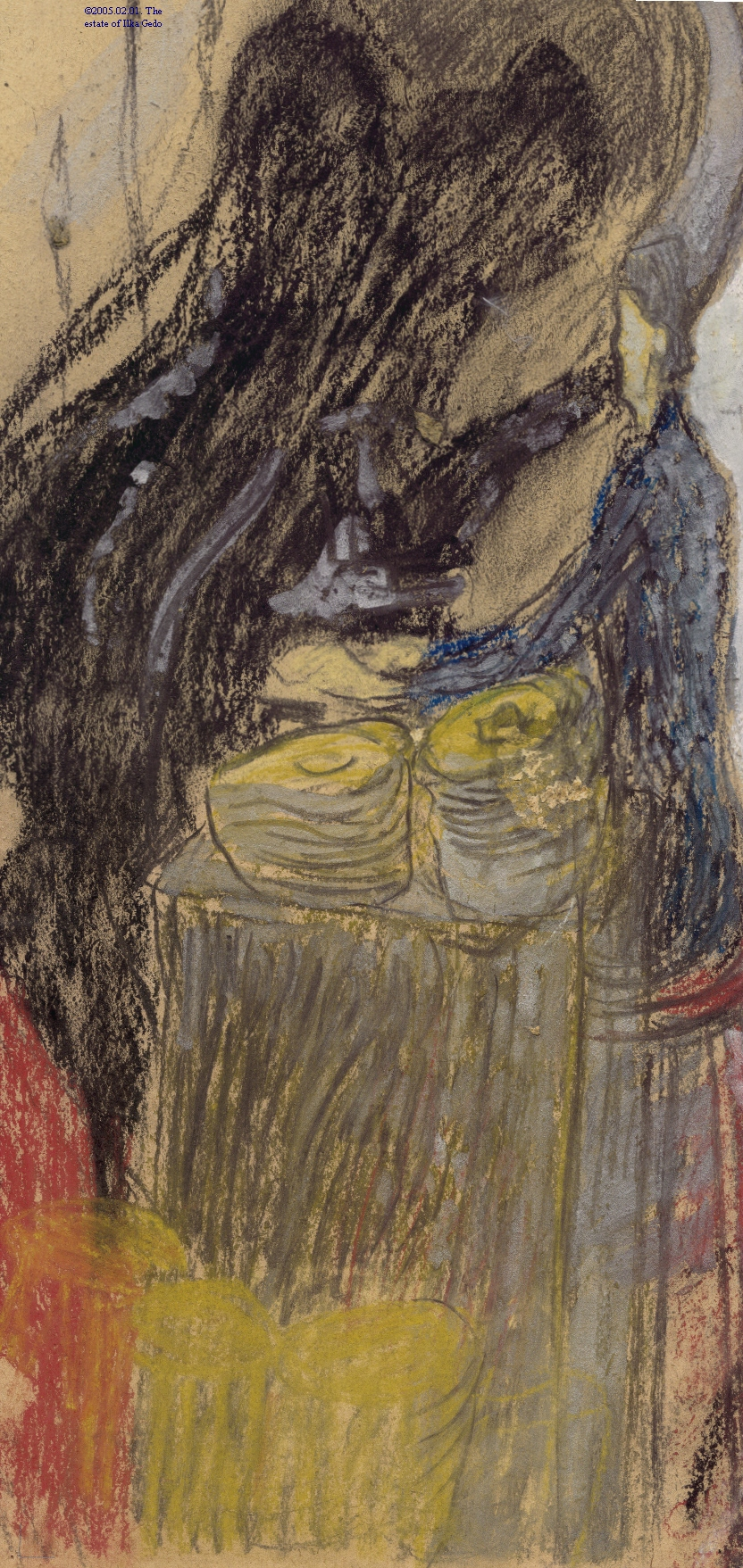
Ilka Gedő Ganz Fabriek, 1948, New York, The Museum of Modern Art

Evenals haar zelfportretten uit dezelfde periode zijn haar tekeningen en pastels van de Ganz-fabriek, die een aantal steeds terugkerende onderwerpen tonen, snelle schetsen van kortstondige ervaringen die een intense geestelijke concentratie en expressieve kracht verraden.  Zenuwachtig wankelende lijnen weerspiegelen de indrukken van de kunstenares van het industriële werk. Ika Gedő's beslissing om in een fabriek te tekenen was niet politiek gemotiveerd, en er is geen spoor van idealisering te vinden in deze tekeningen. Dramatische panorama's van uitgestrekte binnenruimtes worden afgewisseld met medelijdende studies van uitgeputte arbeiders. Ilka Gedő's tekeningen van de Ganz-fabriek zijn realistisch, maar belangrijker nog, expressief en ontroerend. In deze werken worden ruimte en grote vormen gepresenteerd als nieuwigheid. Tussen de vlakken en blokken wordt de mens gereduceerd tot een schematische figuur. De objecten die in de ruimte verschijnen, lijken de figuren te verslinden.

## De periode van creatieve stilte (1949-1965)
Er waren drie redenen om te stoppen met artistiek werk. De eerste was het begin van de communistische dictatuur, de tweede het gebrek aan erkenning van Ilka Gedő's kunst (Gedő's vrienden hadden een vijandige houding ten opzichte van alles wat figuratief of figuratief was, waarbij non-figuratie werd aangenomen als politiek expressiemiddel) en de derde was dat Ilka Gedő inzag dat ze alleen trouw kon blijven aan haar talent door te stoppen met het maken van kunst.
Toen Ilka Gedő stopte met het maken van kunst, liet ze de mogelijkheid van een hervatting niet helemaal varen. Ze volgde uitgebreide studies in kunstgeschiedenis. Ze las uitgebreid over kleurentheorie. Ze las en maakte zorgvuldige aantekeningen van Goethe's kleurenleer, en vertaalde lange passages uit dit werk. Zonder deze studies zou de kleurenwereld van de tweede kunstperiode niet mogelijk zijn geweest.

## Schilderijen
In de jaren 1960 begon Ilka Gedő te schilderen met olieverf. Ze maakte "twee-stappen" schilderijen. Ze tekende eerst een schets van haar compositie, maakte een mock-up en schreef de naam van de juiste kleuren in de verschillende velden. Ze maakte een verzameling kleurstalen, en ze schreef waar de kleuren zouden komen op de plaatsen waar ze uiteindelijk werden aangebracht. 

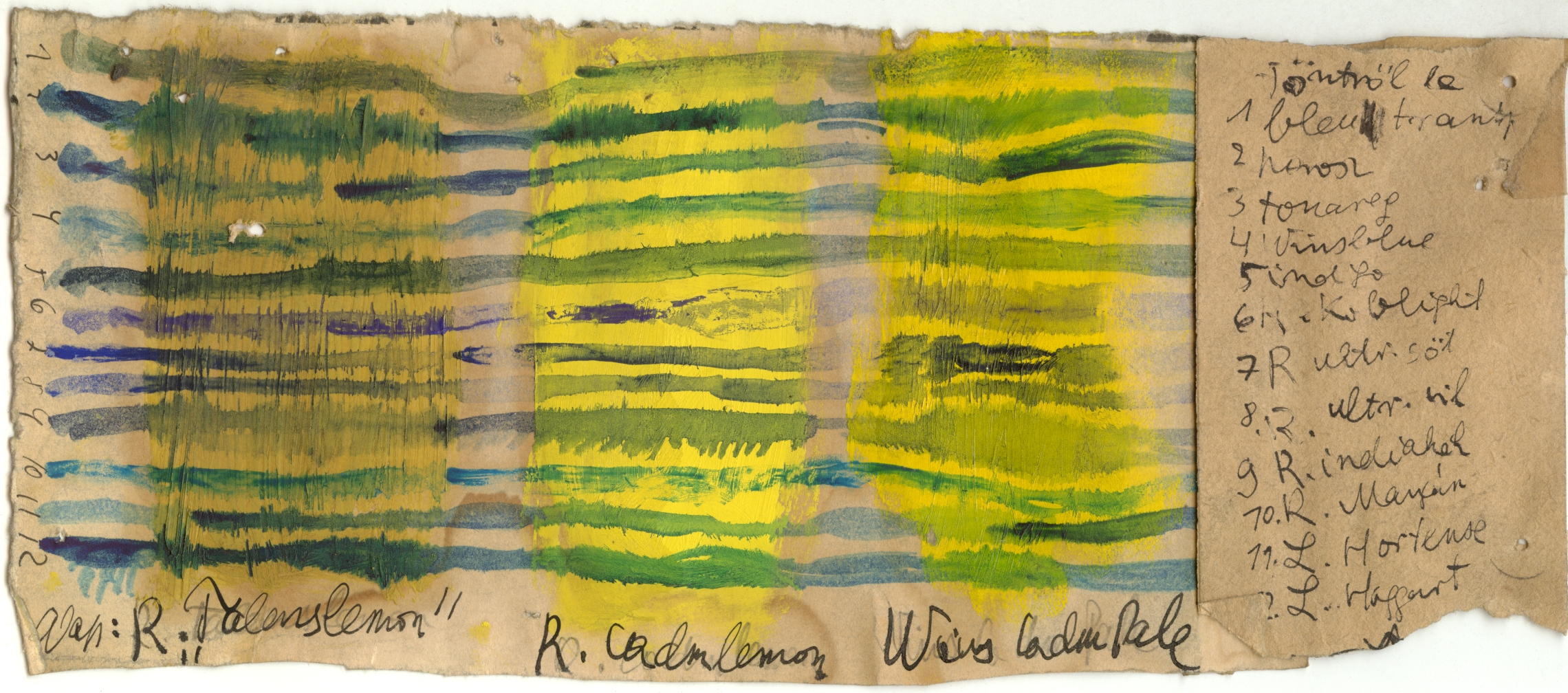
Kleurenpatroon nr. 281
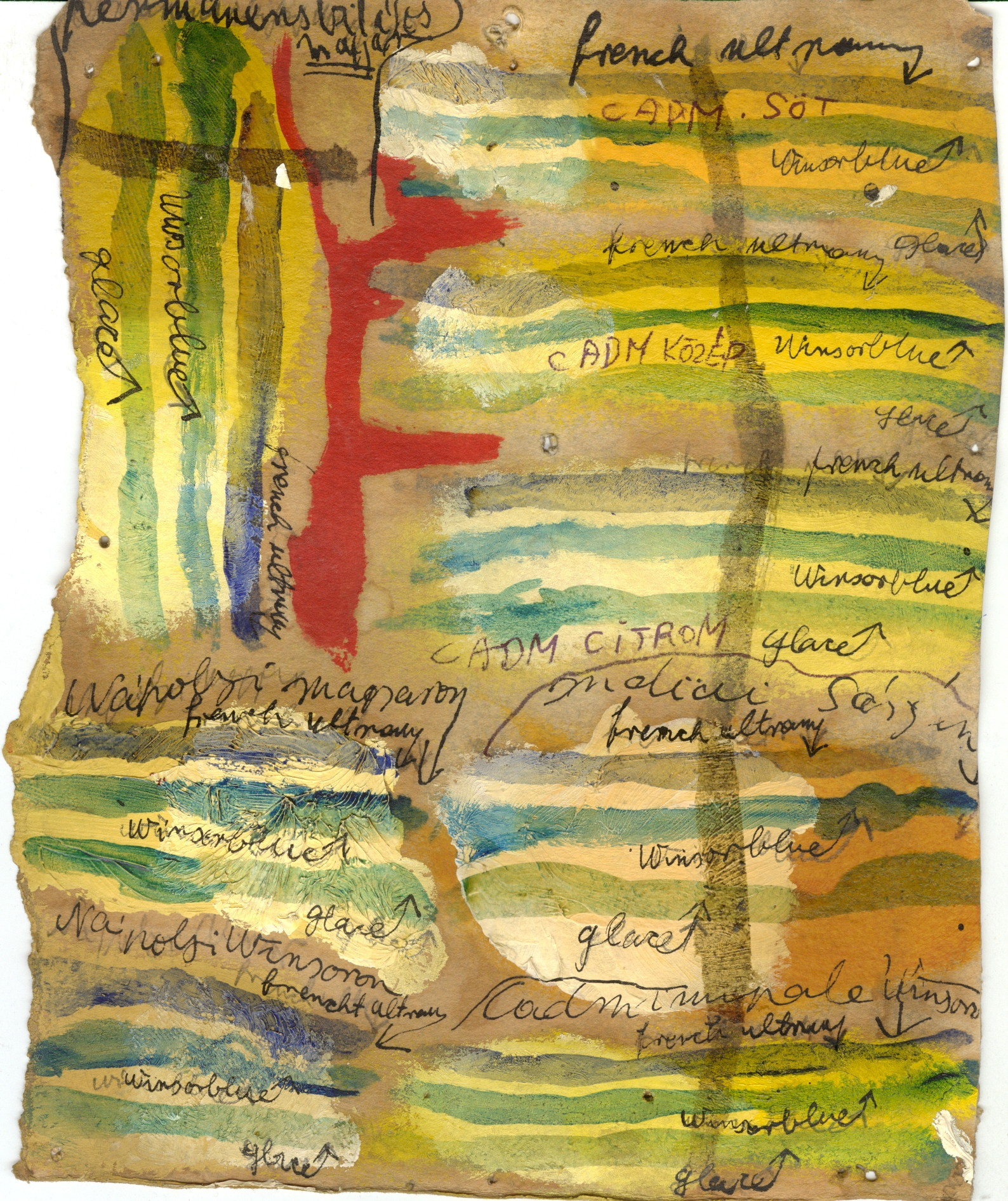
Kleurenpatroon nr. 258

Zij improviseerde nooit op haar schilderijen; in plaats daarvan vergrootte zij het oorspronkelijke plan. Op haar schilderijen lijkt de sterkte van koude en warme kleuren gelijk te zijn. Zij creëerde haar schilderijen langzaam, te midden van speculaties, en legde de stappen van het creatieve proces vast in dagboeken, zodat de totstandkoming van alle schilderijen kan worden getraceerd.

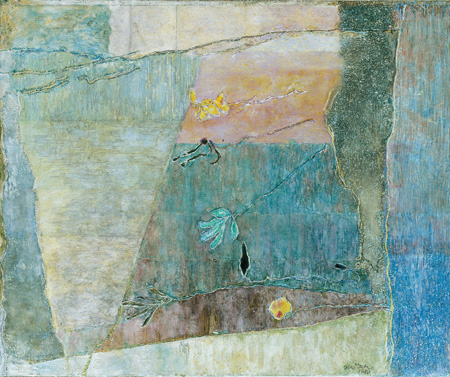
Ilka Gedő - Kunstmatige bloem met een grijze achtergrond, 1980, oil on paper, 47 x 57 cm

De dagboekaantekeningen registreren alle speculaties van de kunstenares in verband met het maken van het schilderij. Wanneer zij een schilderij terzijde legde, legde zij het betreffende dagboek weg en ging verder met het werk aan een ander schilderij. Voordat zij het werk aan een schilderij hervatte, las zij altijd haar eerdere dagboekaantekeningen.
Haar creatieve methode volgt de roep van het instinct maar vergeet de discipline van het intellect niet. "Kunstcritici hebben al snel gewezen op bewijzen van haar nostalgie naar Art Nouveau en Jugendstil. Gedő's echte nostalgie is echter die naar een verloren mythologie, en daarin is zij vergelijkbaar met haar voorgangers van het fin-de-siècle. Zij vond deze mythologie, zij het een persoonlijke, in de kunst, die in staat is de herinneringen aan een bedreigde wereld op te roepen en te koesteren".
Gedő overleed op 19 juni 1985, op 64-jarige leeftijd, enkele maanden voor haar ontdekking in het buitenland. Het toneel van de doorbraak was Glasgow, waar de Compass Gallery in 1985 haar schilderijen en tekeningen presenteerde Rond de jaarwisseling 1989-1990 had Ilka Gedő een tweede, retrospectieve tentoonstelling in het Third Eye Centre van Glasgow.

## Chronologie
- 1921: Ilka Gedő werd geboren op 26 mei 1921 in Boedapest.
- 1939: Ilka Gedő bezoekt de vrije school van Tibor Gallé.
- 1940: Ze neemt deel aan de tweede tentoonstelling van OMIKE (Hongaars-Joodse Onderwijsvereniging).
- 1939-42: Ze krijgt een opleiding van Erdei Viktor.
- 1942: Ze neemt deel aan de tentoonstelling van de Groep van Socialistische Schilders.
- 1942-43: Ze gaat naar de vrije school van István Örkényi-Strasser.
- 1943: Gedő neemt deel aan de vijfde tentoonstelling van OMIKE.
- 1944: De getto-serie van Boedapest wordt geboren.
- 1945: In de herfst van 1945 schrijft Ilka Gedő zich in als voltijds studente aan de Academie voor Schone Kunsten. Ze verlaat de academie echter al na zes maanden. Ze tekent aan de school van Gyula Pap.
- 1946: Ze trouwt met de biochemicus Endre Bíró.
- 1947: Geboorte van haar eerste zoon, Dániel.
- 1949: Ze stopt met haar artistieke activiteiten.
- 1950: Vanaf 1950 neemt ze niet meer deel aan het kunstleven. Haar interesses gaan uit naar de filosofie van de kunst, de kunstgeschiedenis en de kleurenleer. Ze vertaalt uitgebreide passages uit Goethe's kleurenleer.
- 1953: Geboorte van haar tweede zoon, Dávid.
- 1962: De Hongaarse Nationale Galerie koopt drie tekeningen van de kunstenares.
- 1965: Ateliertentoonstelling met tekeningen uit de jaren 1945-1949. Ze hervat haar artistieke activiteiten.
- 1969-1970: Brengt een jaar door in Parijs. Ze neemt deel aan een groepstentoonstelling van de Galerie Lambert.
- 1974: Ze wordt toegelaten tot de Vereniging van Beeldende Kunstenaars.
- 1980: Retrospectieve tentoonstelling in het St. Stephen's Museum van Székesfehérvár, Hongarije.
- 1982: Tentoonstelling in de Dorottya Galerij van Boedapest. De Nationale Galerie van Hongarije koopt twee schilderijen van de kunstenaar.
- 1985: Gedő overlijdt op 19 juni in Boedapest. Een solotentoonstelling van de kunstenaar wordt geopend in de galerie van de Szentendre Kunstkolonie. Een andere solotentoonstelling van Ilka Gedő wordt georganiseerd in het kader van het Hongaarse Seizoen in Glasgow.[11][12][13][14][15]

## Tentoonstellingen
Eenvrouwententoonstellingen in Hongarije:
- Studio Tentoonstelling (1965)
- Koning St. Stephen's Museum, Székesfehérvár, Hongarije (1980)
- Dorottya Utca Galerij, Boedapest (1982)
- Galerie Kunstenaarskolonie, Szentendre, Hongarije (1985)
- Paleis van tentoonstellingen, Boedapest (1987)
- Galerij van Szombathely (1989)
- Hongaars Joods Museum, Boedapest, [met György Román] (1995)
- Stedelijke Prentenkabinet Boedapest, Museum Kiscell (2001)
- Raiffeisen Galerij (2003-2004) (kamertentoonstelling)
- Hongaarse Nationale Galerij (2004-2005)
- Hongaars Nationaal Theater (2013) (kamertentoonstelling)

One-woman tentoonstellingen in het buitenland:
- Compass Gallery, Glasgow (1985)
- Third Eye Centre, Glasgow (1989)
- Janos Gat Gallery, New York (1994 en 1997)
- Yad Vashem Kunstmuseum [met György Román] 1996
- Shepherd Gallery, New York (1995)
- Collegium Hungaricum, Berlijn (2006)

## Werken in openbare collecties
- De Hongaarse Nationale Galerie, Boedapest
- Het Hongaars Joods Museum, Boedapest
- Het King St. Stephen's Museum, Székesfehérvár, Hongarije
- Het Yad Vashem Kunstmuseum, Jeruzalem
- Het Israël Museum, Jeruzalem
- Het Brits Museum, afdeling Prenten en Tekeningen
- Het Museum Kunst Palast, Düsseldorf, afdeling Prenten en Tekeningen
- Het Joods Museum, New York
- Het Kupferstichkabinett (Prenten- en Tekeningenmuseum), Berlijn
- De Albright-Knox Art Gallery, Buffalo, New York, USA
- The Museum of Fine Arts, Houston, Texas, USA
- De Albertina, Wenen
- Het Metropolitan Museum of Art, Department of Modern and Contemporary Art, New York
- Het Hertog Anton Ulrich Museum, Braunschweig, Duitsland
- Het Cleveland Museum of Fine Art
- MoMA, Afdeling tekeningen en prenten, New York[16]